# Iriatherina
Iriatherina is een monotypisch geslacht van straalvinnige vissen uit de familie van de regenboogvissen (Melanotaeniidae).

## Soort
- Iriatherina werneri Meinken, 1974